# Comuna Secuieni, Neamț
Secuieni este o comună în județul Neamț, Moldova, România, formată din satele Bașta, Bârjoveni, Bogzești, Butnărești, Giulești, Prăjești, Secuienii Noi, Secuieni (reședința) și Uncești.

## Așezare
Comuna se află în sud-estul județului, la limita cu județul Bacău, pe malul drept al Siretului și pe malul drept al râului Români. Este traversată de șoseaua națională DN2, care leagă Romanul de Bacău. La Secuienii Noi, din acest drum se ramifică șoseaua județeană DJ158, care o leagă spre vest de Moldoveni, Români și mai departe în județul Bacău de Buhuși (unde se termină în DN15). De asemenea, prin partea de vest a comunei trece și șoseaua județeană DJ155I, care o leagă spre sud de Români și spre nord de Făurei, Bârgăuani (unde se intersectează cu DN15D), Tupilați, Păstrăveni, Urecheni, Petricani și Târgu Neamț (unde se termină în DN15C). Prin comună trece și calea ferată Bacău-Roman, pe care este deservită de stația Secuieni Roman.

## Demografie
Componența etnică a comunei Secuieni
     Români (90,92%)
     Alte etnii (9,08%)
Componența confesională a comunei Secuieni
     Ortodocși (89,89%)
     Alte religii (0,75%)
     Necunoscută (9,36%)
Conform recensământului efectuat în 2021, populația comunei Secuieni se ridică la 2.809 locuitori, în scădere față de recensământul anterior din 2011, când fuseseră înregistrați 2.967 de locuitori. Majoritatea locuitorilor sunt români (90,92%). Din punct de vedere confesional, majoritatea locuitorilor sunt ortodocși (89,89%), iar pentru 9,36% nu se cunoaște apartenența confesională.

## Politică și administrație
Comuna Secuieni este administrată de un primar și un consiliu local compus din 13 consilieri. Primarul, Dorin Mihai[*], de la Partidul Social Democrat, este în funcție din 1 noiembrie 2024. Începând cu alegerile locale din 2024, consiliul local are următoarea componență pe partide politice:
|  | Partid                          | Consilieri | Componența Consiliului | Componența Consiliului | Componența Consiliului | Componența Consiliului | Componența Consiliului | Componența Consiliului |
|  | ------------------------------- | ---------- | ---------------------- | ---------------------- | ---------------------- | ---------------------- | ---------------------- | ---------------------- |
|  | Partidul Social Democrat        | 6          |                        |                        |                        |                        |                        |                        |
|  | Partidul Național Liberal       | 4          |                        |                        |                        |                        |                        |                        |
|  | Alianța pentru Unirea Românilor | 2          |                        |                        |                        |                        |                        |                        |
|  | Partidul Progresist             | 1          |                        |                        |                        |                        |                        |                        |

## Istorie
La sfârșitul secolului al XIX-lea, comuna făcea parte din plasa Siretul de Jos a județului Roman și era formată din satele Bașta, Cuciulați, Mircești și Secuieni, având în total 975 de locuitori. Exista în comună doar o biserică. La acea vreme, pe teritoriul actual al comunei mai funcționau în aceeași plasă și comunele Bârjoveni și Bogzești. Comuna Bârjoveni, cu satele Bârjoveni și Prăjești, avea 575 de locuitori ce trăiau în 132 de case; și aici exista o biserică de zid. Comuna Bogzești, alcătuită din așezările Butnărești, Cucoși (Uncești), Ghinițești, Giuleștii din Deal, Giuleștii din Vale și Uncești, avea 1241 de locuitori în 345 de case. În comuna Bogzești existau două biserici și o școală primară mixtă la Butnărești.
Anuarul Socec din 1925 consemnează comasarea comunelor Bârjoveni și Bogzești sub numele de Butnărești. Comuna Butnărești avea 2180 de locuitori în satele Bârjoveni, Butnărești, Bogzești, Cucoși, Prăjești, Uncești și în cătunele Giuleștii din Deal și Giuleștii din Vale. Comuna Secuieni avea 1340 de locuitori și aceeași alcătuire. În 1931, comuna Secuieni a fost pentru scurt timp desființată, și satele ei au făcut o vreme parte din comuna Porcești.
În 1950, comunele Butnărești și Secuieni au devenit parte a raionului Roman din regiunea Bacău (între 1952 și 1956, din regiunea Iași). În 1968, au fost transferate la județul Neamț; comuna Butnărești a fost atunci desființată, satele ei trecând la comuna Secuieni.

## Monumente istorice
Două obiective din comuna Secuieni sunt incluse în lista monumentelor istorice din județul Neamț ca monumente de interes local. Unul este un sit arheologic, aflat în punctul „la Chiuaru” din zona satului Butnărești, sit ce cuprinde o așezare din perioada Halstatt, precum și o așezare și o necropolă din secolele al II-lea–al III-lea e.n. Celălalt obiectiv, clasificat ca monument de arhitectură, este biserica „Cuvioasa Paraschiva” (secolele al XVIII-lea–al XIX-lea) din satul Secuieni.

## Personalități născute aici
- Nicoleta Grasu (n. 1971),  aruncătoare de disc, vicecampioană mondială și europeană.